# 芒特莫里斯 (密歇根州)
芒特莫里斯（英語：Mount Morris）是一個位於美國密歇根州傑納西縣的城市。

## 人口
根據2020年美國人口普查的數據，芒特莫里斯的面積為2.97平方千米，當中陸地面積為2.97平方千米，而水域面積為0.00平方千米。當地共有人口3170人，而人口密度為每平方千米1,067人。